# Hypopta aquila
Espèce
Hypopta aquila est une espèce de lépidoptères (papillons) de la famille des Cossidae.

## Description
Les spécimens étudiés par l'auteur en 1916 (deux mâles) mesuraient 40 et 42 mm.

## Taxonomie
Le nom valide complet (avec auteur) de ce taxon est Hypopta aquila (Dognin, 1916),.  
L'espèce a été initialement classée dans le genre Lasiocampa sous le protonyme Lasiocampa aquila Dognin, 1916. L'auteur précise qu'il laisse cette espèce dans le genre proposé par Maassen (d) mais qu'elle nécessitera d'être classée dans un nouveau genre.
Hypopta aquila a pour synonymes : Lasiocampa aquila.

### Publication originale
- Dognin, Hétérocères nouveaux de l'Amérique du Sud, vol. 4, Rennes, Oberthur, juillet 1916, 25 p. (lire en ligne), chap. 10, p. 3.